# ファーラ・ヴィチェンティーノ
ファーラ・ヴィチェンティーノ（伊: Fara Vicentino）は、イタリア共和国ヴェネト州ヴィチェンツァ県にある人口約3,700人の基礎自治体（コムーネ）。

## 地理

### 位置・広がり
ヴィチェンツァ県中部のコムーネ。ファーラ・ヴィチェンティーノの中心集落は、州都ヴェネツィアから北西へ約85km、県都ヴィチェンツァから北へ約25kmに位置する。アスティコ川 (it:Astico) 東岸の丘陵上に位置し、西にズリアーノと近接する。

#### 隣接コムーネ
隣接するコムーネは以下の通り。
- ブレガンツェ
- コルチェレーザ
- ルーゴ・ディ・ヴィチェンツァ
- サルチェード (Salcedo)
- サルチェード (Sarcedo)
- ズリアーノ

### 気候分類・地震分類
気候分類では、zona E, 2625 GGに分類される。
また、イタリアの地震リスク階級 (it) では、zona 2 (sismicità media) に分類される。